# Oelse (Oder-Spree)
Die Oelse ist ein Fluss im Landkreis Oder-Spree und gehört zum Naturpark Schlaubetal. 

## Name
Der Name Oelse oder auch Ölse bezieht sich auf das altsorbische ol'ša für Erle, demnach ist sie ein Erlenbach. In alten Urkunden findet sich 1336 Osora, im Wendischen Wolscha, auf den Schenkischen Karten findet sie sich als Schneeberger Fluss. Ein Dokument der Stadt Beeskow bezeichnet sie im Jahre 1344 auch als daz Vliez zer Olsen.

## Entstehung
Die Landschaft des Oelsetales entstand in der Weichsel-Eiszeit. Diese schuf die Schmelzwassersysteme der Schlaube, Dorche, Oelse und Demnitz. 

## Verlauf
Die Oelse entspringt dem Möschensee bei Groß Muckrow. Der nördliche Teil des Sees wird von Feuchtwiesen umgeben, durch welche sich die Oelse ihren Weg zum Chossewitzer See bahnt. Der Möschensee gehört zusammen mit dem Krügersee und Rähdensee zu einem Fauna-Flora-Habitat. Hier finden unter anderem Fischotter und Große Moosjungfer ihren Lebensraum.
Östlich an Chossewitz vorbei erreicht die Oelse den Klingeteich. An seinem Nordostufer wurde um 1500 die Klingemühle errichtet. Von hier aus fließt der Fluss an einigen Kleingewässern entlang und erreicht den Mühlenteich der Jankemühle. Heute befindet sich das Forsthaus Jankemühle in einem Teil der ehemaligen Mühlengebäude. Auf ihrem weiteren Weg durchfließt sie den Mühlenteich der Walkemühle und fließt am Südufer in den Oelsener See. 

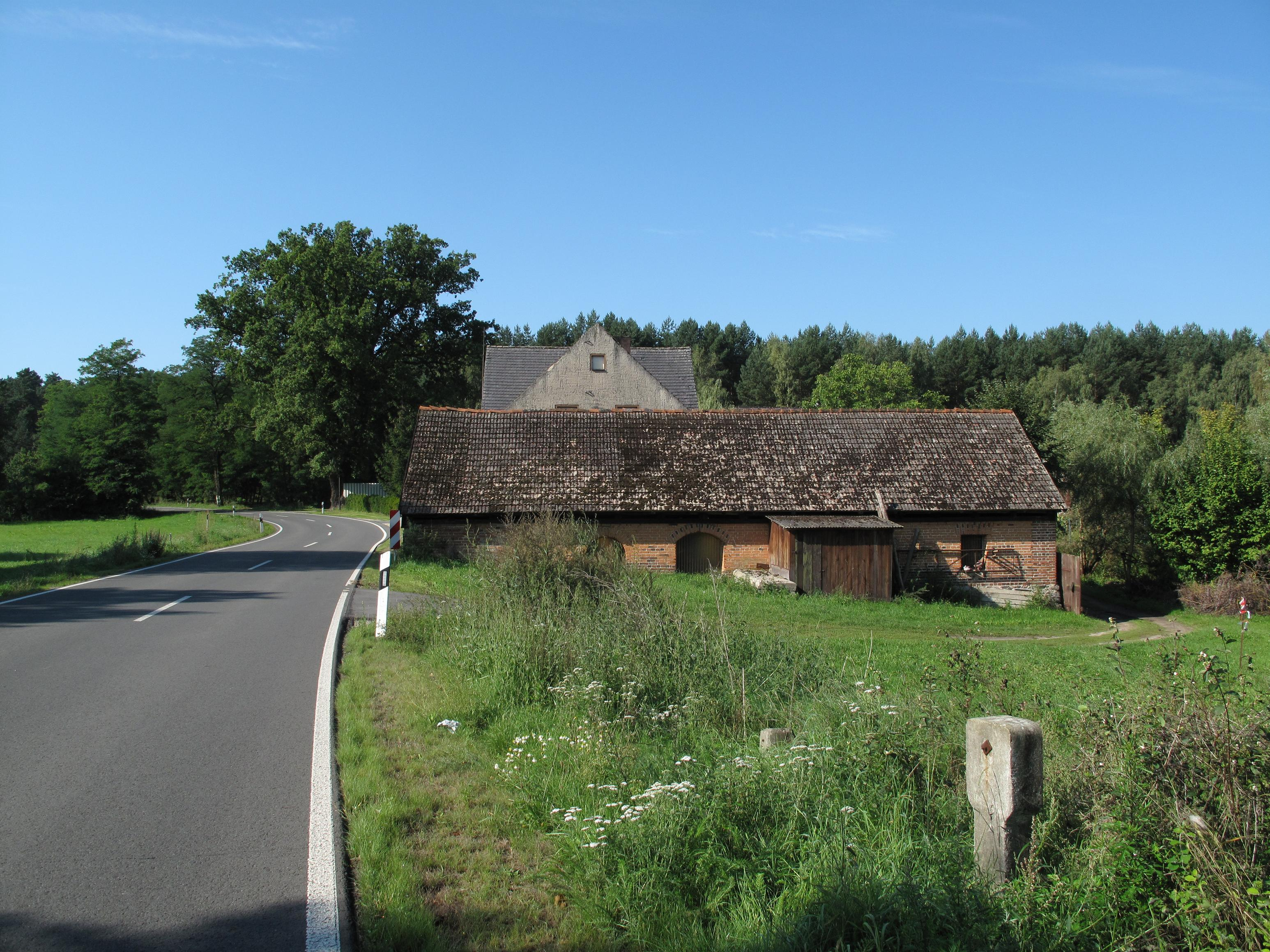
Oelsener Mühle an der Landesstraße 435

An seinem Nordostufer, da, wo die Oelsener Mühle seit 1406 ihren Standort hat, verlässt sie den See. An der Mühle ist der Fluss auf einer Strecke von 80 bis 100 Metern verrohrt. Der Weiterfluss führt durch Feuchtwiesen und verschiedene Kleingewässer östlich an Grunow vorbei, dann nördlich von Schneeberg durch die Schneeberger Wiesen. Hier wird sie auf etwa halber Strecke zwischen Schneeberg und Oegeln zum Oegelfließ, ehe sie in Beeskow in die Spree mündet.
Zwischen den Einzugsgebieten der Schlaube im Osten und der Oelse im Westen verläuft die Hauptwasserscheide zwischen den Stromgebieten Oder und Elbe und damit zwischen Ost- und Nordsee.